# Преступна година
Преступна година је година која има 366 дана, за разлику од осталих година које имају 365 дана. Разлог томе је усклађивање календарске године са астрономском годином, да не би с временом Нова година пала у лето, а грожђе дозревало у децембру или јануару. Тако месец фебруар, који иначе има 28 дана, у преступној години има 29 дана.
Године које нису преступне се зову просте године. Преступна је свака 4. година, сем у случају да је дељива са 100 а није са 400. Циклус грегоријанског календара траје 400 година, те се након тога распоред датума понавља. Дакле године 1800, 1900. и 2100. нису преступне, док 1600, 2000. и 2400. јесу (све ово се односи на грегоријански календар).
Термин преступна година вероватно потиче од чињенице да фиксни датум у грегоријанском календару обично напредује један дан у недељи из једне године у другу, али дан у недељи у 12 месеци након преступног дана (од 1. марта до 28. фебруар наредне године) напредоваће два дана због додатног дана, прескачући тако један дан у недељи. На пример, Божић (25. децембар) падао је на петак 2020, суботу 2021, недељу 2022. и биће у понедељак 2023. године, али ће онда прескочити уторак да би пао у среду 2024. године.

## Јулијански календар
Дана 1. јануара 45. п. н. е, Јулије Цезар је едиктом реформисао историјски римски календар како би га учинио конзистентним са соларним календаром (уместо оног који није био ни строго лунарни ни строго соларни), чиме је уклонио потребу за честим интеркалним месецима. Његово правило за преступне године било је једноставно: додајте преступни дан сваке четири године. Овај алгоритам је близак реалности: јулијанска година траје 365,25 дана, средња тропска година око 365,2422 дана. Сходно томе, чак и овај јулијански календар одступа од „тачног“ за око три дана сваких 400 година. Јулијански календар је наставио да се користи неизмењен око 1600 година све док Католичка црква није постала забринута због све већег одступања између мартовске равнодневице и 21. марта, као што је објашњено у грегоријанском календару у наставку.

## Грегоријански календар
У грегоријанском календару, стандардном календару у већини света, скоро свака четврта година је преступна година. У свакој преступној години, месец фебруар има 29 дана уместо 28. Додавањем једног додатног дана у календар сваке четири године компензује се чињеница да је период од 365 дана краћи од тропске године за скоро 6 сати. Међутим, ова исправка је претерана и грегоријанска реформа је модификовала шему преступних година јулијанског календара на следећи начин:
Свака година која је тачно дељива са четири је преступна, осим година које су тачно дељиве са 100, али ове вековне године су преступне ако су тачно дељиве са 400. На пример, године 1700, 1800 и 1900 су нису преступне године, док 1600. и 2000. године јесу.
Док је јулијанска календарска година погрешно сумирала тропску годину на Земљи као 365,25 дана, грегоријански календар чини ове изузетке да прате календарску годину од 365,2425 дана. Ово више личи на средњу тропску годину од 365,2422 дана. Током периода од четири века, акумулирана грешка додавања преступног дана сваке четири године износи око три додатна дана. Грегоријански календар стога изоставља три преступна дана сваких 400 година, што је дужина његовог преступног циклуса. Ово се ради тако што се изостави 29. фебруар у годинама од три века (умношци од 100) које нису умношци од 400. Године 2000. и 2400. су преступне године, али не и 1700, 1800, 1900, 2100, 2200 и 2300. По овом правилу, цео преступни циклус је 400 година што укупно има 146.097 дана, а просечан број дана у години је 365 + 1⁄4 − 1⁄100 + 1⁄400 = 365 + 97⁄400  = 365.2425. (Ово правило би се могло применити на године пре грегоријанске реформе да би се направио пролептични грегоријански календар, иако се резултат не би поклапао ни са једним историјским записом.)
| Овај графикон приказује варијације у датуму и времену јунског солстиција због неједнако распоређених правила „преступног дана“. |

Грегоријански календар је осмишљен тако да одржава пролећну равнодневицу на или близу 21. марта, тако да датум Ускрса (који се слави у недељу после црквеног пуног месеца којa пада на или после 21. марта) остаје близак пролећној равнодневици. Одељак „прецизност“ у чланку „грегоријански календар“ говори о томе колико добро грегоријански календар постиже овај циљ дизајна и колико је приближан тропској години.

## Преступни дан у јулијанском и грегоријанском календару

### Раноримска пракса
Рани римски календар је био лунисоларни календар који се састојао од 12 месеци, укупно 355 дана. Поред тога, 27- или 28-дневни интеркаларни месец, Mensis Intercalaris, понекад се уносио у фебруар, првог или другог дана након Terminalia a. d. VII Kal. Mar., (23. фебруар), да се поново синхронизују лунарни и соларни циклуси. Преостали дани фебруара су одбачени. Овај интеркаларни месец, назван Intercalaris или Mercedonius, садржао је 27 дана. Верски празници који су се обично обележавали последњих пет дана фебруара померени су на последњих пет дана Интеркалариса. Лунисоларни календар су децемвири напустили око 450. године пре нове ере, и ставили су употребу римски републикански календар, који се користио до 46. пре нове ере. Дани ових календара су одбројавани (укључиво) до следећег именованог дана, тако да је 24. фебруар био ante diem sextum Kalendas Martias [„шести дан пре мартовских календа“] често скраћено a. d. VI Kal. Mart. Римљани су рачунали дане инклузивно у својим календарима, тако да је то заправо био пети дан пре 1. марта када се рачуна на савремени искључиви начин (тј. не укључује ни почетни и завршни дан). Пошто су ефективно додата само 22 или 23 дана, а не пун месец, календи и идеи римског републиканског календара више нису били повезани са младим месецом и пуним месецом.

### Јулијанска реформа
У Цезаровом ревидираном календару постојао је само један интеркаларни дан – који се данас зове преступни дан – који се уноси сваке четврте године и то је такође учињено након 23. фебруара. Да би се направио интеркаларни дан, постојећи ante diem sextum Kalendas Martias ([шести дан пре Kalends (први дан) марта], 24. фебруара) је удвостручен, чиме се добија ante diem bis sextum Kalendas Martias [други шести дан пре Kalends (први дан) марта]. Овај bis sextum [„двапут шести“] је преведен као „бисекстил“: „бисекстилни дан“ је преступни дан, а „бисекстилна година“ је година која укључује преступни дан. Овај други случај шестог дана пре мартовских календа убачен је у календаре између 'нормалног' петог и шестог дана. По правној фикцији, Римљани су третирали и први „шести дан“ и додатни „шести дан“ пре мартовских Календа као један дан. Тако би дете рођено било којег од тих дана у преступној години имало свој први рођендан следећег шестог дана пре мартовских календа. У преступној години у оригиналном јулијанском календару заиста су постојала два дана, оба са бројевима 24. фебруар. Ова пракса се наставила још петнаест до седамнаест векова, чак и након што је већина земаља усвојила грегоријански календар.
У Енглеској, црква и грађанско друштво наставили су римску праксу да се преступни дан једноставно није рачунао тако да се преступна година рачунала само као 365 дана. Статут Хенрија III из 1236. године Statute De Anno et Die Bissextili наложио је судијама да третирају преступни дан и дан раније као један дан. Практична примена правила је нејасна. Сматрало се да је на снази у време познатог адвоката сер Едварда Кока (1552-1634) јер он то цитира у својим Институтима закона Енглеске. Међутим, Кок само цитира акт у кратком преводу и не даје практичне примере.
' ... и (б) статутом de anno bissextili, предвиђено је, quod computentur dies ille excrescens et dies proxime præcedens pro unico dii, тако да се у рачунању тај израсли дан не рачуна.'

### 29. фебруар
Замена (до 29. фебруара) непријатне праксе да два дана имају исти датум изгледа да је еволуирала обичајима и праксом, а етимолошко порекло термина „бисекстил“ изгледа да је изгубљено. У Енглеској током петнаестог века, „29 фебруар“ се све чешће појављује у правним документима – иако су записи о раду Доњег дома Енглеске наставили да користе стари систем све до средине шеснаестог века. Тек након усвајања Закона о календару (новог стила) из 1750. 29. фебруар је званично признат у британском закону.

## Имплементација
Разне имплементације ове функције су могуће на постојећим програмским језицима. Нпр. C-функција, која враћа 1 уколико је година преступна, а иначе 0, би гласила:
```
int
 
prestupna
(
int
 
godina
)

{

  
return

    
!
(
godina
 
&
 
3
)
          
// број године дељив са 4?

    
&&

    
(

      
godina
 
%
 
100
         
// број године није дељив са 100?

      
||
 
!
(
godina
/
100
 
&
 
3
)
 
// број године дељив са 400?

    
);

}

```

У Pascal-у функција за одређивање преступне године изгледа на следећи начин:
```
Function
 
Prestupna
 
(
Godina
 
:
 
Integer
)
 
:
 
Boolean
;

Begin

   
If
 
((
Godina
 
mod
 
400
=
0
)
 
or
 

      
((
Godina
 
mod
 
100
<>
0
)
 
and
 
(
Godina
 
mod
 
4
=
0
)))
 
Then
 
Prestupna
:=
TRUE

                                                  
Else
 
Prestupna
:=
FALSE
;

End
;

```

У Javascript-у функција за одређивање преступне године изгледа на следећи начин:
```
var
 
godina
 
=
 
prompt
(
"unesite godinu"
);

if
 
(
godina
 
%
 
400
 
===
 
0
)
 
{

    
alert
(
"godina je prestupna"
);

}
 
else
 
if
 
(
godina
 
%
 
100
 
!==
 
0
 
&&
 
godina
 
%
 
4
 
===
 
0
)
 
{

    
alert
(
"godina je prestupna"
);

}

else
 
{

    
alert
(
"godina nije prestupna"
);

}

```